# Набутов, Кирилл Викторович
Кири́лл Ви́кторович На́бутов (род. 16 августа 1957, Ленинград) — советский и российский спортивный комментатор, телеведущий, журналист, продюсер, публицист.

## Биография

### Ранние годы
Родился 16 августа 1957 года в Ленинграде. Отец — Виктор Набутов (1917—1973), футболист, вратарь ленинградского «Динамо», затем спортивный комментатор радио и телевидения. Мать — Светлана Мефодьевна Тихая (1925—2011), радиожурналист, редактор, музыковед.
После убийства Кирова семья Набутовых в 1935 году была сослана в Оренбург, а глава семейства Сергей Григорьевич (1886—1937) был расстрелян 26 октября 1937 года по ложному обвинению. Виктор Набутов освобождён в 1936 году.

### Начало карьеры
После окончания в 1979 году факультета журналистики Ленинградского государственного университета им. А. А. Жданова работал на Ленинградском телевидении. В качестве спортивного комментатора. освещал Олимпийские игры в Москве, Сеуле, Барселоне, Сараево, Калгари, Альбервилле, Лиллехаммере, Атланте, Нагано, Сиднее, Пекине, Ванкувере, Лондоне, Сочи.

### 1990-е годы
В 1988—1990 годах был одним из ведущих программы «Телекурьер». В 1991 году создал авторскую программу «Адамово яблоко», ставшую первым в СССР мужским телевизионным журналом. Программа выходила сперва на Ленинградском телевидении (1991—1995), а затем на всероссийском канале «РТР» (1996—1998). В 1996—1998 годах вёл программу «Ноу смокинг» на «5 канале».
В 1994 году основал продюсерскую компанию «Адамово яблоко», производящую телепередачи и документальные фильмы для российских телеканалов.
В 1998 году стал обладателем Гран-при конкурса журналистов Петербурга и Ленинградской области «Золотое перо-1997».
С сентября 1999 года — автор и ведущий программ «Один день» и «Служба спасения» на канале НТВ, здесь и далее — не являясь его штатным сотрудником. В 2001 году, после смены руководства НТВ, его программа «Один день», которую он по договору производил для этого канала, не заинтересовала нового главного продюсера Александра Олейникова, в связи с чем по предложению Александра Левина программа «Один день» стала производиться для канала ТВ-6. Также на этом канале Набутов вёл программы «За стеклом», ставшую первым в истории Российского телевидения реалити-шоу. Одновременно продолжал готовить выпуски программы «Один день».

### После 2000 года
Набутов должен был стать одним из комментаторов лыжных гонок и биатлона на зимних Олимпийских играх в Солт-Лейк-Сити в феврале 2002 года в составе бригады РТР, но отказался от этой роли по собственному желанию.
С 2002 года — ведущий программы «Один день» на канале ТВС. Также делал для телеканала документальные фильмы и циклы передач: «Тайны финской войны», «Шпион из центра нападения», «Блокада Ленинграда» и «Петербург от А до Я» (к 300-летию со дня основания Северной столицы). Завершил сотрудничество с ТВС в мае 2003 года после закрытия телеканала. По приглашению генерального директора НТВ Николая Сенкевича ― генеральный продюсер телеканала НТВ.
С мая 2003 по июль 2004 года — главный продюсер телекомпании НТВ. Вёл юбилейный концерт к 10-летию канала в октябре 2003 года и сделал специальный проект «Один день за кулисами НТВ» к той же дате. После 2004 года — автор и ведущий программ и фильмов «Фактор страха: Сибирь», «Один день. Новая версия», «Наказание: русская тюрьма вчера и сегодня», «Олимпийские тайны России», «Битва за Север» и др.
В 2007 и в 2008 годах работал два сезона в качестве ведущего и комментатора передачи «Король ринга» на «Первом канале» в паре с Владимиром Познером.
Многократный лауреат Премии ТЭФИ. В 2021 году Кирилл Набутов стал обладателем специального приза «ТЭФИ» за личный вклад в развитие российского телевидения.
В 2008 году принял участие в создании, запуске и производстве специализированного телеканала о здоровом образе жизни «Тонус-ТВ».
С 22 марта 2009 года комментировал матчи с участием футбольного клуба «Зенит» на телеканале «100 ТВ» (Санкт-Петербург), В период с 2010 по 2012 год — один из ведущих развлекательного шоу на «Первом канале» под названием «Жестокие игры».
13 февраля 2010 года комментировал открытие зимних Олимпийских игр в прямом эфире «Первого канала» паре с Владимиром Познером. 27 июля 2012 года в том же качестве и на том же канале работал на церемонии открытия летних Олимпийских игр в паре с Владимиром Гомельским.
С 18 марта по 31 мая 2013 года — ведущий передачи о заключённых «Пока ещё не поздно!» на «Первом канале». В том же году комментировал шоу «Вышка».
7 и 23 февраля 2014 года комментировал церемонию открытия зимних Олимпийских игр на «Первом канале» в паре с Анатолием Максимовым и церемонию закрытия в паре с Владимиром Гомельским. Затем в феврале 2015 года к церемониям был записан ретроспективный комментарий — Набутов комментировал происходящее уже с Владимиром Познером.
Осенью 2014 года вёл десятый сезон спортивного шоу «Большие гонки». В октябре 2015 года комментировал телешоу «Вместе с дельфинами». В 2016 году вёл программу «Без страховки» вместе с Яной Чуриковой.
С 25 сентября 2015 по 28 июля 2016 года ― соавтор и ведущий азартной интеллектуальной игры «Народ против Набутова» на радиостанции «Серебряный дождь».
В июне 2016 года комментировал футбольный матч чемпионата Европы во Франции между сборными России и Англии на «Первом канале» в паре с Вячеславом Малафеевым.
С октября 2016 по май 2017 года вместе с Ильёй Лазерсоном был ведущим кулинарной программы «Банкет. Фуршет. Недорого» на телеканале «Еда».
Летом 2014, 2016 и 2019 годов был одним из ведущих корпоративных игр, которые проводились в «Форте Боярд». Эти игры не попали в эфир.
В 2020 году был ведущим ряда программ на телеканале «День Победы», вещавшем в пакетах оператора «Триколор» с 3 апреля по 31 мая. Программы были приурочены к 75-летию Победы.
В 2020 году запустил YouTube-канал «Набутовы», на котором изначально выступал ведущим вместе со своими сыновьями — Виктором и Петром.

## Общественная позиция
В феврале 2022 года осудил ввод российских войск на Украину. Признал, что массовое убийство в Буче совершила российская армия, и сравнил вторжение России на Украину с русско-японской войной. Набутов отметил, что она привела к первой революции в России, а после и к установлению большевистской диктатуры. Также он провёл параллели с советско-финской войной, последствия которой отразились на судьбе Ленинграда  во время блокады 1941-1944 годов, и с афганской войной, которая привела к ужесточению санкций, повлиявших на экономику СССР и ускоривших его распад.
В марте 2023 года уехал из России в Латвию, поселился в Риге и занялся изучением латышского языка.
22 марта 2024 года Министерством юстиции России внесён в список физических лиц «иностранных агентов».
Продолжает на собственном YouTube-канале комментировать ключевые события общественно-политической жизни. Регулярно принимает участие в различных программах русскоязычных электронных СМИ.

## Документальные фильмы
Принимал участие в работе над рядом документальных телефильмов:
| Название                                                    | Описание | Канал            | Дата выхода                                               | Прим.         |
| ----------------------------------------------------------- | --- | ---------------- | --------------------------------------------------------- | ------------- |
| «Белый танец Елены Бережной»                                | | ОРТ              | февраль 2002                                              | [ 81 ]        |
| «Шпион из центра нападения»                                 | О лучшем российском футболисте 1912 года Петре Соколове. | ТВС              | июнь 2002                                                 | [ 82 ]        |
| «Тайны финской войны»                                       | | ТВС              | декабрь 2002                                              | [ 28 ]        |
| «Новейшая история. „Курск“. Последний причал»               | | НТВ              | октябрь 2003                                              |               |
| «Новейшая история. Временное правительство: иллюзия власти» | О политической ситуации в Российской республике в 1917 году. | НТВ              | ноябрь 2003                                               | [ 83 ]        |
| «Блокада Ленинграда»                                        | Фильм к 60-летию со дня полного снятия блокады города, в более поздние годы показывавшийся в повторах к той же дате. | НТВ              | январь 2004                                               | [ 84 ] [ 85 ] |
| «Забытый парад»                                             | Фильм, посвящённый параду Победы союзных войск, который прошёл в Германии 7 сентября 1945 года в ознаменование конца Второй мировой войны. | НТВ              | май 2004                                                  | [ 86 ]        |
| «Олимпийские тайны России»                                  | 2-серийный фильм о меняющемся статусе Российской империи и СССР на Олимпийских играх в XX веке. | НТВ              | август 2004                                               | [ 87 ]        |
| «Бандеровцы. Война без правил»                              | Фильм повествует об истории националистического движения на Украине, отвечая попутно на вопросы о том, что такое национализм вообще, как он зарождается и к чему он в конечном итоге приводит, о том, что такое украинская повстанческая армия, как она появилась, на чьи деньги финансировалась. | «Россия» (ВГТРК) | сентябрь 2003 (начало съёмок)-ноябрь 2004 (выход в эфире) |               |
| «Золотая клетка»                                            | О стволовых клетках. | Первый канал     | июнь 2010                                                 | [ 88 ]        |
| «Вредный здоровый образ жизни»                              | Фильм, рассказывающий о вреде диет для человеческого организма и мифах о здоровом образе жизни. | Первый канал     | июль 2012                                                 | [ 89 ]        |
| «Блокадники»                                                | К 70-летию со дня полного снятия блокады Ленинграда. | Пятый канал      | январь 2014                                               |               |
| «Зараза»                                                    | Фильм, который был посвящён распространению эпидемии лихорадки Эбола. | Первый канал     | август 2014                                               | [ 90 ] [ 90 ] |
| «„Зенит“ — „Приразломная“: первые в Арктике»                | Документальный фильм о первом футбольном матче в Арктике, где Набутов вместе с сыном Виктором является ведущим и повествователем. | НТВ              | июнь 2017                                                 | [ 91 ]        |

## Личная жизнь
Первая жена — Алла Шаткова (р. 1956), журналист, дочь боксёра Геннадия Шаткова. От этого брака есть два сына: Виктор (р. 1978) и Пётр (р. 1990). Пётр в 2014 году переехал в Камбоджу. Двое внуков.
Вторая жена (с 2001 года) — Мария Геннадиевна Тараканова, выпускница экономического факультета Ленинградского университета, в прошлом — генеральный директор телекомпании «Адамово яблоко».